# Klaudia Konieczna
Klaudia Konieczna est une joueuse polonaise de volley-ball, née le 7 septembre 1995 à Kościan. Elle mesure 1,85 m et joue au poste de passeuse. 

## Clubs
| Club                     | De        | À         |
| ------------------------ | --------- | --------- |
| UKS “Volleyball” Śmigiel | 2007-2008 | 2008-2009 |
| UKŻPS Kościan            | 2009-2010 | 2010-2011 |
| PTPS Piła                | 2011-2012 | 2015-2016 |
| Karpaty Krosno           | 2016-2017 | 2016-2017 |
| VfB Suhl                 | 2017-2018 | 2017-2018 |
| Karpaty Krosno           | 2018-2019 | …         |